# The Underwater Menace
A The Underwater Menace a Doctor Who sorozat harminckettedik része, amit 1967. január 17.-e és február 4.-e között vetítettek négy epizódban.

## Történet
A Doktor és társai egy látszólag kihalt vulkanikus szigetre érkeznek. Hamarosan foglyul ejtik és a föld alá hurcolják őket. Bejutnak az elveszett Atlantiszi Királyságba. Hamarosan fel akarják őket egy hal istenségnek. A megmentőjükről kiderül, hogy egy őrült professzor, aki fel szándékszik robbantani a Földet.

### Folytonosságok
- Zaroff professzor a Doktort Dr. W-nek hívta.
- Ez az első rész a három közül, a  Doctor Who-n, amiben Atlantisz elsüllyedését magyarázta. A további kettő a The Dæmons, és a The Time Monster című részek voltak.
- Ez volt az első olyan része a sorozatnak, amiből rész megmaradt, és szerepel benne a második Doktor, és Jamie.

## Epizódok listája
| Epizód száma | Bemutató napja   | Hossza | Nézők száma (millió) | Formátum                     |
| ------------ | ---------------- | ------ | -------------------- | ---------------------------- |
| 1            | 1967. január 17. | 24:18  | 8,3                  | Csak képek és/vagy töredékek |
| 2            | 1967. január 24. | 25:00  | 7,5                  | 16 mm t/r                    |
| 3            | 1967. január 31. | 24:09  | 7,1                  | 16 mm t/r                    |
| 4            | 1967. február 4. | 23:20  | 7                    | Csak képek és/vagy töredékek |

## Könyvkiadás
A könyvváltozatát 1988 július 21.-n adták ki.

## Otthoni kiadás
- VHS-n az akkor megmaradt harmadik epizódot 1998-n adták ki.
- DVD-n ugyanezt az epizódot 2004-n adták ki a Lost in Time dobozban.
- A később előkerült második epizódot várhatóan idén fogják kiadni.

### Fordítás
- Ez a szócikk részben vagy egészben  a   The Underwater Menace című angol Wikipédia-szócikk fordításán alapul.  Az eredeti cikk szerkesztőit annak laptörténete sorolja fel. Ez a jelzés csupán a megfogalmazás eredetét és a szerzői jogokat jelzi, nem szolgál a cikkben szereplő információk forrásmegjelöléseként.